# Beyond Hell/Above Heaven
Beyond Hell/Above Heaven er fjerde studiealbum fra det danske heavy metalband Volbeat. Det udkom 10. september 2010. Titlen refererer til det overordnede tema på albummet og fortsætter fortællingen fra Guitar Gangsters & Cadillac Blood fra 2008. Det er det sidste af gruppens albums, hvor Thomas Bredahl medvirker.
Beyond Hell/Above Heaven blev godt modtaget af anmelderne, og det toppede hitlisterne i Danmark, Sverige og Finland. Særligt førstesinglen "Fallen" havde succes med at komme på hitlister i forskellige lande med en topplacering som nr. 11 i USA. Den anden single "Heaven Nor Hell" toppede Mainstream Rock Tracks som nr. 1. Som det første af bandets albums nåede det Billboard 200 med en 11. plads. I april 2013 havde albummet solgt 225.000 eksemplarer i USA, og i november 2014 havde singlen "A Warrior's Call" solgt guld. Albummet solgte platin i Danmark, Tyskland og Østrig og opnåede en guldplade i Finland og Sverige.

## Produktion

### Sangskrivning
I efteråret 2009 begyndte forsanger og guitarist Michael Poulsen at arbejde med det nye album. Kun to sange fra tidligere udkast kom med på albummet. I 2009 alene skrev Poulsen 17 sange. Størstedelen af sangene til det fjerde studiealbum blev skrevet under den turne som bandet spillede efter udgivelsen af Guitar Gangsters & Cadillac Blood. Ideer blev til under busturene fra sted til sted og under lydprøver inden koncerterne.
I den stressede proces med at lave albummet blev der fremstillet flere sange, end der kom med på den endelige udgave. Tiden i lydstudiet måtte forlænges to gange. Første gang var bandet af den opfattelse, at det ikke var klar til at indspille sangene og anden gang fik Volbeat et tilbud om at varme op for Metallica til en koncert, hvilket gjorde at de måtte udskyde indspilningerne.
| Citat           | Man kan gå i studiet på alle tidspunkter, men chancen for at varme op for Metallica får man ikke mange gange, så naturligvis slog vil til. | Citat |
| Michael Poulsen | |       |

Musikalsk udvidede bandet deres stil med elementer af alternativ rock og death metal. På sangen "Heaven Nor Hell" høres en mundharmonika. Ifølge Poulsen havde bandet forsat med at være vovede, så det hverken blev kedeligt for deres fans eller bandet. Guitarriffsne på albummet mindede mere om dem på debutalbummet The Strength / The Sound / The Songs fra 2005, end de to foregående albums. Sangen "Who They Are" skyldes den hårde lyd arbejdstitlen "The Slayer Song".
Sangen "A Warrior's Call" blev skrevet til bokseren Mikkel Kessler. Nummeret "Evelyn" indeholder dødsgrynt fra Mark "Barney" Greenway (Napalm Death), hvilket er et helt nyt element i Volbeats musik, der giver en groove metal-lyd.

### Indspilning
Musikproduceren Jacob Hansen stod for produktionen, ligesom han havde gjort på gruppens forrige albums. Indspilningerne foregik i Hansen Studios i Ribe.
Mix og mastering blev udført i Baby Factory Studios i København. Udover sangene, der var skrevet til albummet, indspillede gruppen også en coverversion af sangen "Angelfuck" af det amerikansk horror punkband The Misfits, som Volbeat havde spillet adskillige gange under forskellige koncerter. Ifølge Poulsen blev sangen brugt som en bonusnummer, da bandet havde skrevet nok materiale selv.
Som gæstesanger var Mille Petrozza og Barney Greenway fra thrash metal-bandet Kreator og grindcore-bandet Napalm Death. I et interview med musikbladet Revolver udtalte Poulsen, at begge bands har været til stor inspiration for Volbeat.
| Citat           | Vi har hørt begge bands musik dengang vi var 14-15 år gamle, og vi glemmer aldrig, at de har inspireret os. [...] At de medvirker på vores album er et stort kompliment. Det de har gjort i studiet for Volbeats lyd er fascinerende. | Citat |
| Michael Poulsen | |       |

Andre gæstemusikere tæller Mercyful Fate-guitaristen Michael Denner, der spiller en guitarsolo på sangen "7 Shots". Jacob Øelund fra det danske rockabillyband Taggy Tones spiller kontrabas på sangen "16 Dollars". Sangskriveren Henrik Hall fra Love Shop spiller mundharmonika på "Heaven Nor Hell", hvor produceren Jacob Hansen leverede baggrundsvokal samt spillede guitar og tamburin. Banjoen på "7 Shots" blev spillet af Rod Sinclair.
Sangen "A Warrior's Call" blev skrevet i efteråret 2009 til den danske bokser Mikkel Kessler til hans indmarch mod Andre Ward. Kessler var med i studiet under indspilningerne og synger med på ordene "Fight, Fight, Fight", der høres efter hvert omkvæd. Volbeat gjorde denne sang tilgængelig til gratis digitalt download via deres hjemmeside og en "making of"-video blev lagt på YouTube.
Om de forskellige gæstemusikere på albummet udtalte Poulsen at "Jeg er meget stolt over at have disse fine herrer med mig, da de har inspireret mig meget i lang tid."

## Baggrund
Poulsen har udtalt om albumtitlen, at det "...er en måde at fortælle folk, at de ikke behøver tilhøre eller tro på hverken himlen eller helvede. Så hvis vi går ud over helvede, vil vi få himlen til at ligne helvede, og hvis vi kommer over himlen, vil vi få helvede til at ligne himlen. Himlen og helvede er noget vi har kreeret i vores tanker og personlige selvskabte dæmoner kommer ud af det."
Teksten til på albummet fortsætter historien fra Guitar Gangsters & Cadillac Blood. Sangene "The Mirror and the Ripper" og "7 Shots" refererer til de syv sange på det forrige album med samme hovedtema. Resten af sangene er selvstændige og hænger ikke direkte sammen med det forrige album.
| Citat           | Oprindeligt ville jeg have historien om et mord i ørkenen til at fortsætte på internettet: Hver måned skulle der tilføjes et nyt kapitel. Desværre manglede tiden. Derfor fik vi fat i en instruktør i Danmark, der sørgede for at min historie blev filmet godt. | Citat |
| Michael Poulsen | |       |

I sangen "7 Shots" finder protagonisten ud af, at alt ikke er ovre for ham, og at begivenhederne fra forrig album udelukkende fandt sted i hans hoved. Ingen har i virkeligheden forsøgt at myrde ham, men han er derimod besat af syv dæmoner.
Den første single, "Fallen", er dedikeret til Poulsens far, der døde i juli 2008. "Magic Zone" og "Being 1" er dedikeret til Poulsen daværende hustru. "A New Day" er ifølge Poulsen en selvbiografisk sang, der handler om den periode, hvor han drak for meget alkohol. "Thanks" er dog en tak til de dansk fans.

## Udgivelse
Før udgivelsen af Beyond Hell / Above Heaven skiftede Volbeat Mascot Records ud med Vertigo Records, der er et underlabel til Universal Music Group. I et interview forklarede Poulsen, at bandet var meget glade for deres tidligere samarbejde med Mascot Records, men at de ansvarlige på pladeselskabet ikke kunne hjælpe bandet videre.
| Citat           | Et firma som Universal kan meget nemmere spille med musklerne på verdensmarkedet. [...] Universal forsøgte ikke engang at blande sig i musikken eller produceren. Tværtimod fandt de det bemærkelsesværdigt, hvordan vi har udviklet os det seneste år uden et stort pladeselskab. | Citat |
| Michael Poulsen | |       |

Albummet blev udgivet i fem forskellige versioner. Ud over den almindelige CD-udgave udkom en limited edition, der omfattede en live-DVD med optagelserne fra deres koncert d. 24. februar 2010 i "013" i Tilburg, Holland. Koncerten var en erstatning for en koncert der blev afbrudt d. 29. november 2009, da Michael Poulsen kollapsede på scenen under sangen "A Warrior's Call" som følge af flere dages sygdom. På DVD'en findes der, udover en intro og outro, sangene "A Warrior's Call", "Mary Ann's Place, "Sad Man's Tongue", "Hallelujah Goat", "Angelfuck", "Another Day, Another Way" og "Still Counting".
Albummet blev også udgivet i en "Special Fan Box", der også indeholdt en t-shirt. Slutteligt blev albummet udgivet som dobbelt-LP og digitalt download. iTunes-versionen indeholder bonussangen "Angelfuck".
Coveret er illustreret af Karsten Sand (Wrysand) og fotoet i omslaget er taget af Erik Weiss.

## Modtagelse

### Anmeldelser
Allmusics anmelder Thom Jurek gav albummet 3,5 stjerner og skrev at "Uanset hvordan man vender det, så er Volbeat en guldgrube af lyd og deres egne ting: et adskilt band, der er sofistikeret, tilgængeligt, og aldeles underholdende som sangskrivere og performere. Intetsteds er dette mere sandt end på Beyond Hell / Above Heaven."
Ligesom de tre foregående albums blev Beyond Hell / Above Heaven udvalgt af det tyske musikblad Metal Hammer til "Månedens album". Chefredaktøren Christof Leim roste albummet for at være "raffineret og velkrydret", men samtidigt "friskt og spændende nok til at lytterne i baren holder inde med at tale." Han sammenlignede det med Metallicas første fire albums, og gav det seks ud af syv stjerner. Frank Albrecht fra det tyske rockmagasin Rock Hard gav albummet 9.5 ud af ti point. I sin anmeldelse roste han bandet for at været "friskt som på første dag" og det "på trods af at turnere meget og en stilistisk meget stram ramme på deres fjerde album". Kun sangen "Being One" gjorde, at han ikke gav den højeste karakter.
Thomas Kernbichler fra onlinemagasinet darkscene.at var mere kritisk. Han skrev at bandet havde udgivet et "skidegodt album", men bemærkede, at "en vis træthed og slitage vil ikke lade benægte". Mille Petrozzas og Barney Greenways gæsteoptræden beskrev han som "undværlig". Han gav 7,5 ud af 10 point. Thomas Jentsch fra onlinemagasinet Helldriver beskrev Beyond Hell / Above Heaven som "delvist forhastet" og skrev at albummet havde "trukket det korteste strå i forhold til forgængeren". Han gav 5,5 ud af syv point.

### Priser
Til Danish Music Awards blev Beyond Hell / Above Heaven nomineret til "Årets Danske Hard Rock-udgivelse". Samtidig blev bandet nomineret til "Årets Nye Danske Navn", men de vandt ingen af priserne. Albummet vandt til gengæld GAFFA-prisen for "Årets Danske Hard Rock-udgivelse".

Læserne af det tyske musikmagasin Metal Hammer valgte Beyond Hell / Above Heaven som det bedste album fra 2010. Derudover vandt bandet kategorien "Bedste kunstner/band". I kategorien "Bedste sang" var Volbeat repræsenteret med tre sange; "Fallen" blev nummer ét, "Evelyn" blev nummer fem og "Heaven Nor Hell" blev nummer syv. Musikvideoen til "Fallen" vandt desuden kategorien "Bedste musikvideo".
Som det første af bandets album nåede det Billboard 200 med en elvteplads. I april 2013 havde albummet solgt 225.000 eksemplarer i USA, og i november 2014 havde singlen "A Warrior's Call" solgt guld i USA, hvilket svarer til mere end 500.000 eksemplarer. I marts 2016 havde albummet også solgt guld i USA med 500.000 solgte eksemplarer.

## Spor
| 1.    | "The Mirror and the Ripper"                                                                         |                                     | 4:01 |
| 2.    | "Heaven Nor Hell" (featuring Henrik Hall fra Love Shop)                                             |                                     | 5:23 |
| 3.    | "Who They Are"                                                                                      |                                     | 3:42 |
| 4.    | "Fallen"                                                                                            |                                     | 5:01 |
| 5.    | "A Better Believer"                                                                                 |                                     | 3:25 |
| 6.    | "7 Shots" (featuring Mille Petrozza fra Kreator og Michael Denner fra Mercyful Fate / King Diamond) |                                     | 4:45 |
| 7.    | "A New Day"                                                                                         | Poulsen, Bredahl                    | 4:07 |
| 8.    | "16 Dollars" (featuring Jakob Øelund fra Taggy Tones)                                               |                                     | 2:49 |
| 9.    | "A Warrior's Call" (featuring Mikkel Kessler)                                                       |                                     | 4:24 |
| 10.   | "Magic Zone"                                                                                        |                                     | 3:52 |
| 11.   | "Evelyn" (featuring Mark "Barney" Greenway fra Napalm Death)                                        | Greenway, Poulsen, Jon Larsen       | 3:30 |
| 12.   | "Being 1"                                                                                           |                                     | 2:22 |
| 13.   | "Thanks"                                                                                            | Poulsen, Larsen                     | 3:43 |
| 14.   | "Angelfuck" (Bonus Track)                                                                           | Glenn Danzig                        | 1:31 |
| 15.   | "Still Counting" (Bonus Track)                                                                      | Poulsen, Larsen, Kjølholm & Bredahl | 4:22 |
| 56:57 | |                                     |      |

## Medvirkende

### Volbeat
- Michael Poulsen - Vokal, rytmeguitar
- Anders Kjølholm - Bas
- Jon Larsen - Trommer
- Thomas Bredahl - Lead guitar

### Gæstemusikere
- Mark “Barney” Greenway (Napalm Death) – Vokal på "Evelyn"
- Michael Denner (Mercyful Fate og King Diamond) – lead guitar på "7 Shots"
- Miland “Mille” Petrozza (Kreator) – vokal på "7 Shots"
- Henrik Hall (Love Shop) – Mundharmonika på "Heaven Nor Hell"
- Jakob Øelund (Taggy Tones og Grumpynators) – kontrabas på "16 Dollars"

## Hitlister og certificeringer
| Hitliste (2010)       | Højeste placering |
| --------------------- | ----------------- |
| European Albums Chart | 8                 |
| Finnish Album Chart   | 1                 |
| Swedish Album Chart   | 1                 |
| Danish Album Chart    | 1                 |
| Austrian Album Chart  | 2                 |
| German Albums Chart   | 3                 |
| Swiss Album Chart     | 7                 |
| Dutch Album Chart     | 8                 |
| Norwegian Album Chart | 8                 |
| Belgian Album Chart   | 29                |
| Greek Album Chart     | 34                |
| US Billboard 200      | 142               |

| Titel                                                  | År   | Højeste hitlisteplacering | Højeste hitlisteplacering | Højeste hitlisteplacering | Højeste hitlisteplacering | Højeste hitlisteplacering | Højeste hitlisteplacering | Højeste hitlisteplacering | Højeste hitlisteplacering | Højeste hitlisteplacering | Certificeringer |
| Titel                                                  | År   | DEN                       | AUT                       | FIN                       | GER                       | SWE                       | US Alt.                   | US Hard Rock              | US Main. Rock             | US Rock                   | Certificeringer |
| ------------------------------------------------------ | ---- | ------------------------- | ------------------------- | ------------------------- | ------------------------- | ------------------------- | ------------------------- | ------------------------- | ------------------------- | ------------------------- | --------------- |
| "Fallen"                                               | 2010 | 13                        | 58                        | 18                        | 62                        | 16                        | —                         | —                         | 11                        | 27                        |                 |
| "Heaven Nor Hell"                                      | 2010 | 20                        | —                         | —                         | —                         | —                         | —                         | —                         | 1                         | 30                        |                 |
| "7 Shots" (featuring Mille Petrozza og Michael Denner) | 2010 | —                         | —                         | —                         | —                         | —                         | —                         | —                         | —                         | —                         |                 |
| "16 Dollars"                                           | 2011 | —                         | —                         | —                         | —                         | —                         | —                         | —                         | —                         | —                         |                 |
| "A Warrior's Call" (featuring Mikkel Kessler)          | 2011 | —                         | —                         | —                         | —                         | —                         | 25                        | 4                         | 2                         | 11                        | - RIAA: Guld    |

| Hitliste (2010)     | Placering |
| ------------------- | --------- |
| Danish Albums Chart | 9         |
| German Albums Chart | 54        |
| Chart (2011)        | Position  |
| Danish Albums Chart | 54        |
| German Albums Chart | 56        |

| Land    | Udgiver | Certificeringer |
| ------- | ------- | --------------- |
| Østrig  | IFPI    | Platin          |
| Denmark | IFPI    | Platin          |
| Finland | IFPI    | Guld            |
| Germany | BVMI    | Platin          |
| Sweden  | GLF     | Guld            |
| USA     | RIAA    | Guld            |